# آشپزی پاکستانی

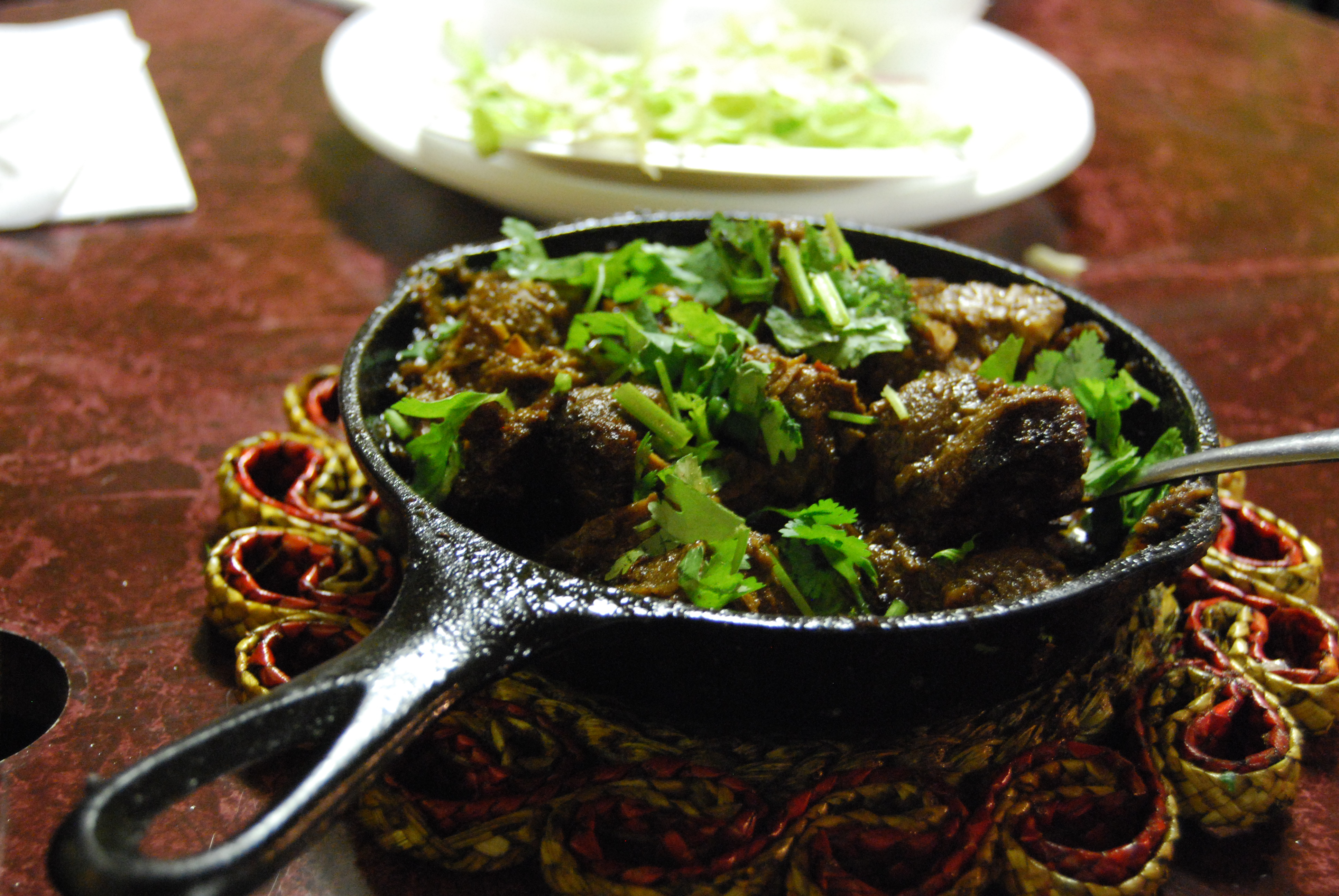
آشپزی پاکستانی

آشپزی پاکستانی (اردو: پاکستانی پکوان) را می‌توان ترکیبی از سنت‌های آشپزی شبه‌قاره هند، آسیای مرکزی و همچنین عناصر حاضر از میراث مغولی آن توصیف کرد. تنوع آشپزی پاکستانی از تنوع قومیتی و فرهنگی این کشور نشأت می‌گیرد.